# Heoclisis fulva
Heoclisis fulva is een insect uit de familie van de mierenleeuwen (Myrmeleontidae), die tot de orde netvleugeligen (Neuroptera) behoort. 
Heoclisis fulva is voor het eerst wetenschappelijk beschreven door Esben-Petersen in 1912.